# ブロードメディア
ブロードメディア株式会社（英: Broadmedia Corporation）は、東京都港区に本社をおくマルチメディア配信会社。日本音声製作者連盟正会員。

## 概要
放送技術を基盤とするコンテンツ事業者として、コンテンツ調達能力と安定かつ高品質な配信技術を有する。
CS放送の会員サービスで創業し、現在は、コンテンツ事業でゲームや映像の配信と広域通信制高等学校、放送事業で釣り専門チャンネル「釣りビジョン」、スタジオ事業で外国映画やドラマの配給、技術事業で映画館配信システム「デジタルシネマ」サービス、ネットワーク営業事業で回線やISPの提供、などを営む。

## 沿革
- 1996年 スカイインターナショナル企画株式会社として設立。
- 1998年 株式会社デジタルクラブに商号変更。日本デジタル放送サービスの代理店としてスカパー!チューナーのレンタルを開始する。
- 2000年12月 サービス名を「Club iT」に変更。
- 2000年4月 株式会社デジタルクラブ[要出典]（旧：ガルバ株式会社）と合併[要出典]。
- 2001年12月 子会社ブロードメディア・ティービー企画株式会社を設立。
- 2002年1月 クラビット株式会社へ商号変更
- 2002年3月 大阪証券取引所ナスダック・ジャパン市場に上場。
- 2002年4月 スカイパーフェクト・コミュニケーションズと代理店契約を終了。
- 2002年5月 ビー・ビー・テクノロジー株式会社とヤフー株式会社が提供する「Yahoo!BB」と「BBフォン」取扱い開始。
- 2002年7月 日本で初めて有線役務利用放送事業者に登録。8月にブロードメディア・ティービー企画株式会社をビー・ビー・ケーブル株式会社へ商号変更。
- 2003年3月 IP放送「BBケーブルTV」サービス開始。
- 2003年7月 Oy Gamecluster社（フィンランド）と、ゲームを中心としたインタラクティブサービス事業の共同展開で業務提携。
- 2003年10月 コンテンツデリバリーネットワークサービス事業に参入。
- 2004年7月 ムービーテレビジョンから営業権を譲受、ブロードメディア・スタジオ株式会社を設立。
- 2004年9月 ビー・ビー・ケーブル株式会社の全株式をソフトバンクBB株式会社へ売却。
- 2005年4月 アカマイ・テクノロジー主要リセラーのCDNソリューションズ株式会社（現：ブロードメディア・テクノロジーズ株式会社）を子会社化。
- 2006年3月 シーディーネットワークス社（韓国）と子会社の株式会社シーディーネットワークス・ジャパンと業務提携。
- 2006年7月 親会社ソフトバンク・ブロードメディアから、釣りビジョン、日本映画衛星放送（日本映画専門チャンネル・時代劇専門チャンネル）、ジェイ・スポーツ・ブロードキャスティングなど8社の株式を取得し、釣りビジョンは連結子会社。
- 2006年11月 ブロードメディア・スタジオ株式会社を子会社化。
- 2007年10月1日 ブロードメディア株式会社へ商号変更。
- 2007年11月 会社分割してゲーム事業をGクラスタ・グローバル株式会社へ承継。
- 2009年9月 広域通信制高等学校「ルネサンス高等学校」を運営するルネサンス・アカデミー株式会社を子会社化。
- 2010年4月 映画館のデジタル化普及推進を目的としたデジタルシネマ倶楽部株式会社設立。
- 2010年7月 インターネット対応テレビ向け動画配信サービス「T's TVレンタルビデオ」開始。
- 2011年11月 Gクラスタ・グローバル株式会社がインテル キャピタルから投資を受ける。のちに同社の株式を追加取得して同社は持分法適用会社。
- 2012年9月 「世界初のWi-Fiクラウドゲーム機」G-clusterを東京ゲームショウで出展。
- 2013年5月 G-cluster6月20日発売を発表[1]。
- 2014年5月 ルーネット・システムズ株式会社（現：ブロードメディア・テクノロジーズ株式会社）を子会社化。
- 2015年8月 動画配信サービス「T's TVレンタルビデオ」を他サービスと統合して「クランクイン!ビデオ」とする。
- 2016年5月23日 持分法適用会社であるGクラスタ・グローバル株式会社が解散し、クラウドゲーム事業に必要な技術（特許権）、商標権などをブロードメディアの完全子会社ブロードメディアGC株式会社が継承。
- 2017年6月 CDNソリューションズ株式会社を存続会社としてルーネット・システムズ株式会社を吸収合併し、ブロードメディア・テクノロジーズ株式会社へ商号変更。
- 2020年4月1日 子会社のルネサンス・アカデミー株式会社、ブロードメディア・スタジオ株式会社、ブロードメディア・テクノロジーズ株式会社、デジタルシネマ倶楽部株式会社、ブロードメディアGC株式会社、ハリウッドチャンネル株式会社の6社を吸収合併[2]。
- 2021年7月 企業向けシステム設計やソフトウェア開発、保守運用サービスを提供するシステムデザイン開発株式会社を子会社化。

## 主な子会社
- 株式会社釣りビジョン
- ブロードメディアeスポーツ株式会社

### 旧子会社
以下は、2020年4月1日をもって吸収合併されている。
- ブロードメディア・スタジオ株式会社
- ハリウッドチャンネル株式会社
- ルネサンス・アカデミー株式会社
- デジタルシネマ倶楽部株式会社
- ブロードメディアGC株式会社
- ブロードメディア・テクノロジーズ株式会社

## 主な吹替制作実績
※旧ムービーテレビジョン時代に制作されたものも含む。
- アイ,ロボット ※フジテレビ版
- インデペンデンス・デイ ※テレビ朝日版
- エンド・オブ・デイズ ※テレビ朝日版
- コブラ ※テレビ朝日版
- コンスタンティン ※テレビ朝日版
- 最高の人生の見つけ方 ※テレビ朝日版
- ザ・ビーチ ※日本テレビ版
- ジングル・オール・ザ・ウェイ ※フジテレビ版（BD収録）
- スーパーマン（第26話まで）
- スター・ウォーズ エピソード1/ファントム・メナス [注釈 1]
- スピード ※フジテレビ版
- 世界にひとつの金メダル ※BSテレ東版
- ダークナイト ※テレビ朝日版
- ダイ・ハード1、2、3 ※フジテレビ版
- タイタニック ※フジテレビ版/日本テレビ版
- タワーリング・インフェルノ ※BSジャパン版
- チェリー2000
- デイ・アフター・トゥモロー ※テレビ朝日版
- ディセンダントシリーズ（『ディセンダント ライズ・オブ・レッド』はグロービジョン制作）
- トロールズ ホリデー・ハーモニー
- バイオハザードIII ※テレビ朝日版
- バットマンシリーズ ※WOWOW吹替補完版（追録部分のみ）
  - バットマン・フォーエヴァー ※テレビ朝日版（追録部分も担当）
- ハムナプトラ2/黄金のピラミッド ※フジテレビ版/テレビ朝日版
- パワーレンジャーシリーズ
  - パワーレンジャー（第48話まではムービーテレビジョンスタジオ制作、第49話以降はムービーテレビジョン制作）
  - パワーレンジャー・ターボ・映画版・誕生!ターボパワー
  - パワーレンジャー・ターボ
  - パワーレンジャー・イン・スペース
  - パワーレンジャー・ロスト・ギャラクシー
  - パワーレンジャー・ライトスピード・レスキュー
- バンディッツ ※日本テレビ版
- プラダを着た悪魔 ※日本テレビ版
- プレデター ※テレビ朝日版
- プレデター2 ※テレビ朝日版
- ブロークン・アロー ※日本テレビ版/テレビ朝日版
- ベートーベン ※日本テレビ版/NHK-BS2版
- ホーム・アローン ※フジテレビ版
- ホーム・アローン2 ※テレビ朝日版/フジテレビ版
- ホーム・アローン3 ※フジテレビ版
- ミセス・ダウト ※テレビ朝日版/フジテレビ版
- ラスト・ボーイスカウト ※日本テレビ版
- リーサル・ウェポンシリーズ ※テレビ朝日版
- ロミオ+ジュリエット ※テレビ朝日版/フジテレビ版
- 007シリーズ
  - 007/リビング・デイライツ ※テレビ朝日版
  - 007/消されたライセンス ※テレビ朝日版
  - 007/ゴールデンアイ ※テレビ朝日版
  - 007/ワールド・イズ・ノット・イナフ ※ソフト版/テレビ朝日版
  - 007/ダイ・アナザー・デイ ※テレビ朝日版
  - 007/カジノ・ロワイヤル（2006） ※テレビ朝日版
  - 007/慰めの報酬 ※キングレコード版/BSジャパン版
- RONIN ※フジテレビ版/テレビ朝日版
- TAXi
- TAXI NY ※フジテレビ版

## G-cluster
G-cluster（ジークラスタ）はHDMI端子でテレビに繋ぐ手のひらサイズの小型クラウドゲーム機（シンクライアント）。日本では2013年6月20日に発売。専用端末である「G-cluster」のほかに、「Gクラスタ」が搭載されたテレビでも利用することができる。
「月額500円プラン」と「単品購入」が用意されている。提供タイトルとしてはユービーアイソフト、コナミデジタルエンタテインメント、日本ファルコム、スクウェア・エニックス、コーエーテクモゲームスなどが参入。
PC向けゲームコントローラが使えるほか、専用の無料アプリを使うことによってスマートフォンなどをコントローラ代わりに利用できる。
特許取得技術であるクラウド配信技術「Gクラスタ」技術を利用している。「Gクラスタ」は、ゲームの全てのプログラム処理をサーバー側で行い、その結果描画される映像をブロードバンドを通じてストリーミングでテレビ、PC、タブレット、スマートフォンなど各種端末に配信することで、さまざまなゲームを楽しむことができる。この技術は「T's TV」やひかりTVゲーム（NTTぷらら）、J:COMゲーム（ジュピターテレコム）にも使われている。
2025年2月28日をもってサービスを終了した。

## クランクイン!
映画、TVドラマ、海外ドラマ、アニメ・コミック、海外セレブ・ゴシップなどの最新エンタメ情報を提供する情報サイト。2012年に映画情報サイト「ハリウッドチャンネル」を「クランクイン!」に名称変更、全面リニューアルを行う。
2024年12月1日には、ローソンエンタテインメントへ譲渡された。

## クランクイン!トレンド
「クランクイン!」の姉妹サイトとして、2019年にオープン。クランクイン!で提供していたおでかけ・イベント情報やグルメ、グッズなどの「トレンド」情報を拡充。女性向けのエンタメ・ライフスタイル情報を提供している。
2024年12月1日には、ローソンエンタテインメントへ譲渡された。

## クランクイン!ビデオ
「クランクイン!ビデオ」は、マルチデバイス対応の映像配信サービスで、子会社のハリウッドチャンネル株式会社が運営している。新作映画、ドラマを中心とした作品をTV・PC・スマートフォン・タブレット向けに配信している。月額900円(税別)で毎月2,000円分のポイントが使える「プレミアムプラン」のほか、単品購入も可能。
2015年8月に「T's TVレンタルビデオ」と「ドラMAXアリーナ」を統合し、「クランクイン!ビデオ」にリニューアル。
2024年11月1日には、ZITTOへ譲渡された。

## クランクイン!コミック
2024年11月1日には、ZITTOへ譲渡された。

## ルネサンス高等学校グループ
eラーニングを活用した教育環境で、全国広域通信制・単位制高校である「ルネサンス高等学校」、「ルネサンス豊田高等学校」、「ルネサンス大阪高等学校」を運営している。

## 釣りビジョン
子会社の株式会社釣りビジョンが、衛星基幹放送事業者として日本で唯一の釣り専門チャンネル「釣りビジョン」「BS釣りビジョン」（BS251ch）の放送・制作・番組販売等を行っている。
「釣りビジョン」は1998年の創業以来、365日24時間、釣りを中心としたアウトドア関連の番組を放送している。自社制作のオリジナル番組を基本とし、磯、沖、バス、フライ、ソルトウォータールアーをはじめ、鮎・シロギス等の季節の釣りや、海外での釣行記、また、ヘラブナ・渓流釣り・投げ釣り等の普段地上波民放局ではあまり取り上げられないジャンルの釣りに到るまで、意欲的に番組化、放送している。